# Renate Willeg
Renate Willeg (* 20. Jahrhundert) ist eine deutsche Filmeditorin.
Renate Willeg war von Mitte der 1960er Jahre bis 1973 als Filmeditorin tätig, überwiegend für den Constantin Film. Sie wirkte bei 16 Krimi- und Unterhaltungsfilm-Produktionen mit. Ursula Höf machte bei Renate Willeg Anfang der 1970er in Berlin (West) ein Volontariat. In einem Interview 2017 erinnert sie sich: „Ich kam in den Spielfilmschneideraum von Renate Willeg. In dieser Firma wurden am laufenden Band Auftragsfilme für den alten Constantin Verleih produziert – Opas Kino! Es waren schreckliche Filme, schlimme Arbeitsbedingungen, sehr stressig, eine harte Schule, aber dafür handwerklich sehr vielfältig. [...] Die gesamte Postproduktionsplanung lag in den Händen des Schneideraumteams: inhaltliche und terminliche Absprachen mit dem Kopierwerk, den Tonstudios, den Geräuschemachern, Komponisten, dem Synchronregisseur und dem Mischmeister.“

## Filmografie (Auswahl)
- 1965–1966: Unser Pauker (Fernsehserie, 12 Folgen)
- 1967: Negresco****
- 1967: Wenn es Nacht wird auf der Reeperbahn
- 1968: Der Arzt von St. Pauli
- 1969: Auf der Reeperbahn nachts um halb eins
- 1969: Charley’s Onkel
- 1970: Heintje – Mein bester Freund
- 1970: Das kann doch unsren Willi nicht erschüttern
- 1970: Das Stundenhotel von St. Pauli
- 1970: Der Pfarrer von St. Pauli
- 1971: Käpt’n Rauhbein aus St. Pauli
- 1971: Wir hau’n den Hauswirt in die Pfanne
- 1971: Fluchtweg St. Pauli – Großalarm für die Davidswache
- 1973: Unsere Tante ist das Letzte